# Enicospilus pseudonugalis
Enicospilus pseudonugalis är en stekelart som beskrevs av Ian D. Gauld och Mitchell 1978. Enicospilus pseudonugalis ingår i släktet Enicospilus och familjen brokparasitsteklar. Inga underarter finns listade i Catalogue of Life.